# メアリ・アステル
メアリ・アステル（Mary Astell, 1666年11月12日 - 1731年5月9日）はイングランドの哲学者。イングランドの王権と国教会を重視するトーリーとしての保守性を持つ一方で、女性の教育と結婚に関する時代状況を批判した人物でもあり、フェミニズムの先駆者の一人として評価される一面も持つ。

## 伝記
1666年、メアリ・アステルはイングランド北東部のニューカッスル・アポン・タインの有力な石炭商人の家庭に生まれた。両親は共にイングランド北部のノーサンバーランドの有力な王党派の家庭の出身だった。アステルの教育はケンブリッジ大学で学んだ叔父によって行われ、そこでアステルはイングランド国教会の神学に親しんだ。1678年に父が亡くなったことで結婚に必要な持参金の当てを失うも、やがて文筆家を志すようになる。
アステルは1680年代後半にロンドンのチェルシーに移住すると、1694年に代表作『婦人たちへの真剣な提案』を発表して文壇に登場し、1695年の『神への愛についての書簡集』と1697年の『婦人たちへの真剣な提案　第二部』を通して名声を確立した。また、この時期に上流階級の女性たちからの支援があり、アステルは文筆家として生活できるようになった。1700年にはもう一つの代表作『結婚論』を発表し、トーリーのパンフレットや『国教会の娘のキリスト教信仰』（1705）などの執筆を続けた。
1709年からは新しい著作の執筆を止め、チェルシーの貧しい少女たちのための慈善学校（charity school）の設立に加わった。その後、アステルはこの慈善学校の校長として後半生を過ごし、1731年5月9日に亡くなった。

## 思想

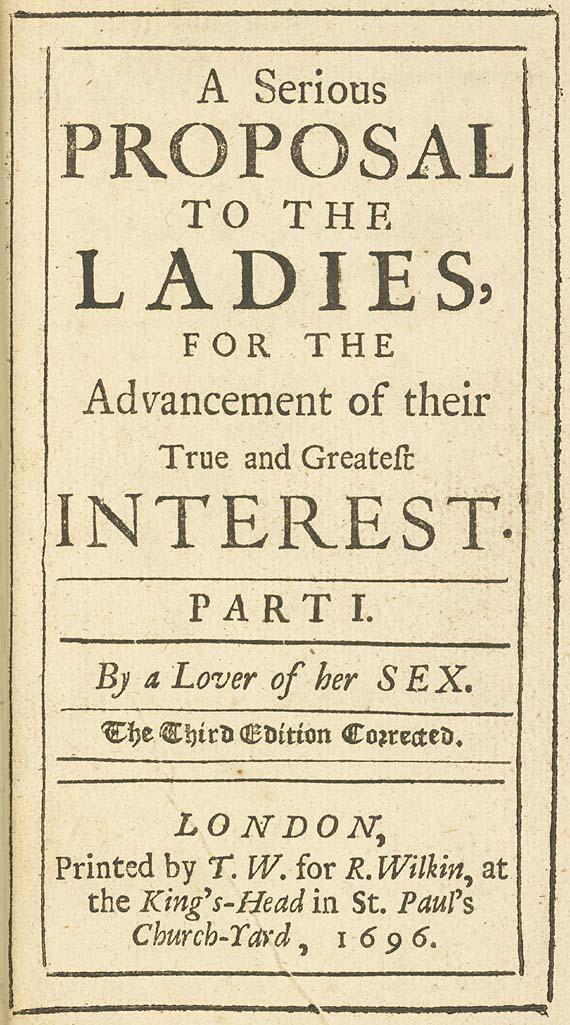
『婦人たちへの真剣な提案』（第3版）の表紙

アステルの最も有名な著作である『婦人たちへの真剣な提案』は、女性と教育に関するものである。アステルはこの著作の中で、女性の知性と人格の陶冶を擁護し、キリスト教の修道院をモデルとした女性用の高等教育施設の設立を提唱した。今日、この著作は 女子大学を構想した最初期の著作として評価されている。その後、アステルは『婦人たちへの真剣な提案　第二部』を著し、デカルトの『方法序説』やアルノーとニコルの『ポール・ロワイヤル論理学』を踏まえて、女性の自己教育の方法を論じた。
アステルのもう一つの有名は著作は『結婚論』である。これはオルタンス・マンチーニとマザラン公の結婚生活の破綻を受けて書かれている。アステルはこの著作の中で、本来の結婚が宗教的に神聖なものであることを前提とした上で、現実の結婚の道徳的な堕落を分析している。その分析によれば、結婚した女性は夫への服従を課されるため、利己的な欲望に従う男性と結婚することで、当の女性は不幸になるとともに堕落する。アステルはこの種の不幸な結婚を防ぐために、自分の合理性と道徳性を守るための優れた教育を女性に与えることが必要だと論じている。
アステルの宗教思想と倫理思想の体系的な議論は、『国教会の娘の語るキリスト教』の中で行われている。この著作の本論は、自然宗教とキリスト教に関する議論、そして神と隣人と自己のそれぞれに対する義務に関する議論から構成されている。この著作の最終節は付論となっており、アステルはこの節の中でロックの『キリスト教の合理性』についての批評を行っている。

## その他
2023年の国際女性デー（3月8日）に、アステルを記念してニューカッスル大聖堂にプレートが設置された。

## 著作
- 『婦人たちへの真剣な提案』（A Serious Proposal to the Ladies. 1694）
- 『神の愛についての書簡集』（Letters concerning the Love of God. 1695）
- 『婦人たちへの真剣な提案　第二部』（A Serious Proposal to the Ladies, Part II. 1697）
- 『結婚論』（Some Reflections upon Marriage. 1700）
- 『国教会の娘の語るキリスト教』（The Christian Religion, as Profess'd by a Daughter of the Church of England. 1705）
- 『バーソロミューの市、あるいは機知の研究』（Bart'lemy Fair: or, an Enquiry after Wit. 1709）